# Eclipsi solar de l'11 d'agost de 1999

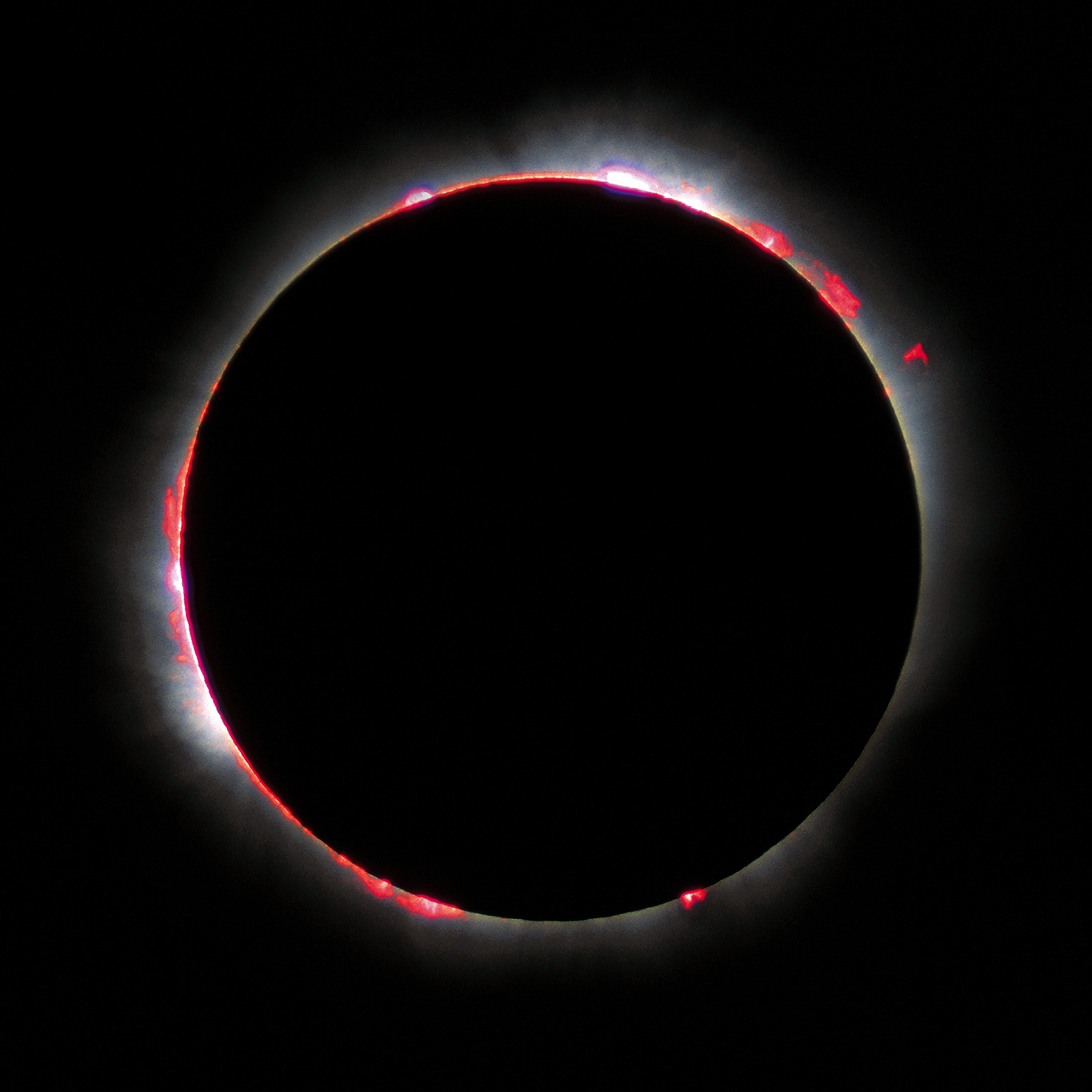
Fase de l'eclipsi solar

L'11 d'agost de 1999 va tenir lloc un eclipsi solar que seria l'últim del segle XX i del segon mil·lenni, ja que l'any 2000 només va haver-hi eclipsis solars parcials. A pesar que va ser un eclipsi total mitjà, el seu pas per regions molt densament poblades ha fet que sigui considerat encara avui com l'eclipsi total de sol vist per major nombre de persones en la història de la humanitat.
La zona de penombra va ser des de l'est nord-americà fins a Àsia central, la banda d'ombra total, es va veure sobre les 11 h UTC a Terra Nova, Cornualla, el Comtat de Devon, el nord de França, el sud de Bèlgica, Luxemburg, el sud d'Alemanya, Àustria, Hongria, el nord de Iugoslàvia, Bulgària, el mar Negre, Turquia, Iran, el sud de Pakistan, Índia fins al Golf de Bengala.

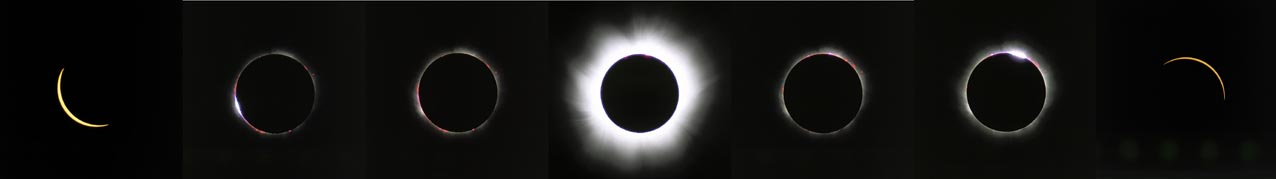
Fases de l'eclipsi de l'11/08/1999. Ph. Luc Viatour.

## Filmografia
- (francès) Vol d'éclipse : éclipse totale de soleil, 11 août 1999, Christophe Gombert, CNRS, Meudon, 1999, 9' (VHS)